# Vinton (Iowa)
Vinton város az Amerikai Egyesült Államok Iowa államában, Benton megyében, melynek megyeszékhelye. Lakosainak száma 4938 fő (2020. április 1.).

## Népesség
A település népességének változása:

| 2010 | 5 257 |
| 2020 | 4 938 |